# Shokushūi Wakashū
Shokushūi Wakashū (続拾遺和歌集?, Continuazione della raccolta di spigolature di poesie giapponesi), è la dodicesima Chokusen wakashū (勅撰和歌集?, Antologia imperiale) giapponese di waka e la quarta delle Jūsandaishū. Fu commissionata dall'imperatore emerito Kameyama nel 1276 e fu pubblicata nel 1278. Tuttavia, è possibile che l'ordine sia stato dato nel 1274. Il compilatore dell'antologia fu Fujiwara no Tameuji (noto anche come Nijō Tameuji), figlio maggiore di Fujiwara no Tameie e nipote di Fujiwara no Teika. È composta da venti volumi contenenti 1.461 poesie.

## Struttura
Non c'è alcuna prefazione. I 20 volumi sono suddivisi in : primavera (superiore e inferiore), estate, autunno (superiore e inferiore), inverno, primavera varia, autunno varia, guida per il viaggiatore, celebrazione, amore (1-5), varie (superiori e inferiori), jingi e shakkyō. Tra i poeti principali figurano Fujiwara no Tameie (43 poesie), l'imperatore Go-Saga (33 poesie), Fujiwara no Teika (29 poesie), Saionji Saneuji (28 poesie), Fujiwara no Shunzei (22 poesie) e Fujiwara no Nobuzane (21 poesie). Contiene circa 80 poesie di guerrieri, era nota anche come "Ufune-shū".
Lo stile delle poesie è descritto come elegante e moderato, ereditando lo stile semplice della Shokugosen Wakashū.